# Colle Brianza
Colle Brianza (Còl in dialetto brianzolo) è un comune italiano sparso di 1 845 abitanti della provincia di Lecco in Lombardia.

## Geografia fisica
Sito a pochi kilometri dal ramo di Lecco del Lago di Como e non lontano da Milano, il comune si trova nella parte più elevata della Brianza, sui fianchi del Monte di San Genesio (832 m.s.m.), noto appunto come Colle di Brianza.
Insieme a Santa Maria Hoè, Colle Brianza possiede le due sorgenti del torrente Molgora.

## Storia
In epoca medievale, il territorio faceva parte del Contado della Martesana e della Pieve di Missaglia.
Nel 1648 la terra fu infeudata ai Sormani, già affidatari del feudo di Missaglia.
Significativo per la storia non solo di Colle Brianza ma di tutta la zona è il cosiddetto "Campanone di Brianza", una torre a pianta quadrata contenente una grossa campana che, in caso di invasione da parte di eserciti stranieri, veniva fatta suonare a distesa per intimare a tutti gli abitanti della zona di rifugiarsi sul Monte San Genesio.
Il comune di Colle Brianza venne istituito il 5 febbraio 1928 dalla fusione dei tre comuni di Cagliano, Nava e Ravellino (anticamente denominato Tegnone).

### Simboli
Lo stemma comunale e il gonfalone sono stati concessi con decreto del presidente della Repubblica del 22 settembre 1963.
L'interzato riunisce i simboli dei comuni che hanno formato Colle Brianza: Nava, Ravellino e Cagliano. Il primo (Nava) ricorda un antico castello, dove vennero rinvenute tracce di pitture del periodo giottesco, simili a quelle esistenti nella cappella di Teodolinda a Monza. Per Ravellino la cometa, simbolo di fama e chiarezza di nome, fa riferimento allo storiografo Giuseppe Ripamonti nato in questo paese e che raccolse le testimonianze da Milano nel periodo della peste. Per Cagliano una fontana ricorda la sorgente di acqua solforosa detta la Pirenta. 
Il gonfalone è un drappo interzato in fascia di rosso, di bianco, di azzurro.

## Monumenti e luoghi d'interesse

### Architetture religiose
- Chiesa di San Vittore (XII secolo)[8]
- Campanone di Brianza[8], campanile di 23 m[9] edificato in età comunale su una precedente torre semaforica[5][10]. Ricostruito nel XIX secolo dopo un crollo, fu restaurato negli anni Sessanta[5]
- Chiesa di San Genesio[11], con annesso un eremo costruito nel 1591 laddove si trovava una piccola cappella già attestata nel X secolo[5]
- Parrocchiale di San Michele (XVI secolo), il cui campanile fu realizzato sulla base di una torre di epoca medievale[12][13]
- Chiesa di San Martino a Bestetto, dotata di struttura tardoromanica[13] ma storicamente menzionata solo a partire dal 1567[14]
- Santuario della Madonna del Sasso[15]
- Chiesa di San Nicola in loc. Fumagallo (XIV-XV secolo)[16]
- Chiesa di San Materno a Cagliano (XVI secolo)[17]
- Chiesa di San Donnino a Giovenzana (inizio XVII secolo)[18]
- Chiesa di San Bernardo a Campsirago (XVII-XVIII secolo)[19]

## Società

### Evoluzione demografica
Comune di Nava
- 384 nel 1751
- 828 nel 1771
- 891 nel 1805 con Brianza, Piè Castello, Sarizza, Sarizzetta e Cassina Fumagalla
- 1554 nel 1809 dopo annessione di Brianzola, Cagliano e Tegnone
- 589 nel 1853
- 637 nel 1861
- 635 nel 1881
- 624 nel 1901
- 683 nel 1921

Abitanti censiti

## Sport

### Ciclismo
La montagna su cui sorge Colle Brianza, che ha la sua massima vetta nel monte Crocione (895 m s.l.m.), è molto frequentata dagli appassionati di ciclismo. Vi sono molti possibili percorsi, con vari livelli di difficoltà. La strada asfaltata più difficile è quella che da Santa Maria Hoè sale a Cagliano attraverso la piccola località Paù: sono circa 3 km con pendenza media del 10%, con un tratto ripidissimo all'ingresso di Cagliano (pendenza massima circa 20%). Da qui con mountain bike si può salire ancora su strada in parte sterrata fino all'Eremo San Genesio (quota 832 m), in questo caso il dislivello totale è di poco meno di 500 metri (fermandosi a Cagliano invece sono poco più di 300).
Con il nome "Colle Brianza" i ciclisti intendono in genere la strada che sale da Dolzago alla località Piecastello (quota circa 536 m): si tratta di circa 4 km per un dislivello di circa 250 metri (pendenza media circa 6%). La strada sale regolare, in buona parte esposta al sole, con un breve tratto pianeggiante poco prima di metà salita in località Brianzola. Questa salita è stata spesso inserita nel percorso del Giro di Lombardia.